# Hedydipna pallidigaster
Hedydipna pallidigaster là một loài chim trong họ Nectariniidae.